# Chrysactinium

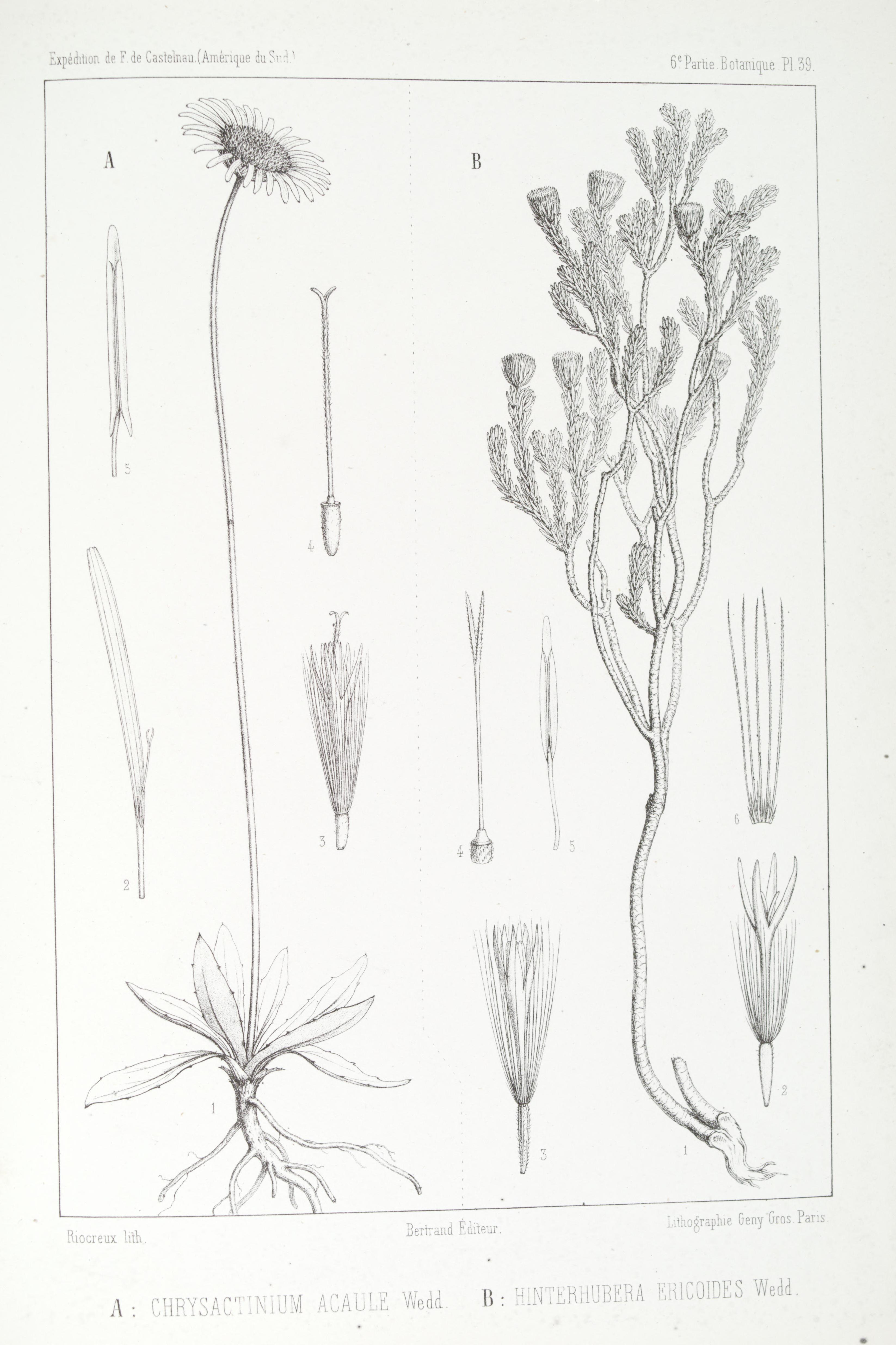

Chrysactinium é um género botânico pertencente à família Asteraceae.
É composto por 12 espécies descritas e destas 7 são aceites. É originário da América do Sul.
O género foi descrito por (Kunth) Wedd. e publicado em Chloris Andina 1(7): 212. 1855[1857]. A espécie-tipo é Chrysactinium acaule (Kunth) Wedd.
Trata-se de um género reconhecido pelo sistema de classificação filogenética Angiosperm Phylogeny Website.

## Espécies
As espécies aceites neste género são:
- Chrysactinium acaule (Kunth) Wedd.
- Chrysactinium amphothrix (S.F.Blake) H.Rob. & Brettell
- Chrysactinium breviscapum Sagást. & M.O.Dillon
- Chrysactinium caulescens (Hieron.) H.Rob. & Brettell
- Chrysactinium hieracioides (Kunth) H.Rob. & Brettell
- Chrysactinium rosulatum (Hieron.) H.Rob. & Brettell
- Chrysactinium wurdackii Zerm. & V.A.Funk